# Marie Řehková
Marie Řehková, uváděna též chybně jako Marie Řeháková (* 7. prosince 1941), byla česká a československá politička Československé strany socialistické a poslankyně Sněmovny národů Federálního shromáždění za normalizace.

## Biografie
K roku 1986 se profesně uvádí jako úřednice.
Ve volbách roku 1986 zasedla za ČSS do české části Sněmovny národů (volební obvod č. 17 - Příbram, Středočeský kraj). Ve Federálním shromáždění setrvala do konce funkčního období, tedy do voleb roku 1990. Netýkal se jí proces kooptací do Federálního shromáždění po sametové revoluci.